# 松浦永次郎
松浦 永次郎（まつうら えいじろう、1889年（明治22年）3月5日 - 1976年（昭和51年）11月8日）は、日本の海軍軍人。最終階級は海軍中将。静岡県小笠郡掛川町（現掛川市）出身。漫画家の所十三は曾孫（ひ孫）。

## 略歴
1936年、戦艦金剛艦長に抜擢され、1937年まで務めた。
その後川棚海軍工廠長・佐世保軍工廠長などの要職を歴任し、1943年12月20日に予備役に編入される。予備役編入後は大谷重工業副社長に就任した。
終戦後の1947年11月、公職追放の仮指定を受けた。

## 年譜
- 1889年（明治22年）3月5日- 静岡県小笠郡掛川町生
- 静岡県立掛川中学校（現・静岡県立掛川西高等学校）卒業
- 1907年（明治40年）9月21日- 海軍兵学校入校 入校時成績順位150名中第93位
- 1910年（明治43年）7月18日- 海軍兵学校卒業（38期） 卒業時成績順位149名中第11位
- 1918年（大正7年）12月1日 - 第2艦隊参謀
- 1933年（昭和8年）11月15日 - 軽巡洋艦「名取」艦長
- 1936年（昭和11年）12月1日 - 戦艦「金剛」艦長
- 1937年（昭和12年）12月1日 - 任 海軍少将・佐世保鎮守府附佐世保艦船部長
- 1941年（昭和15年）10月15日 - 任 海軍中将・佐世保海軍工廠長
- 1943年（昭和17年）5月1日 - 佐世保海軍工廠長 兼川棚海軍工廠長
  - 12月20日 - 予備役編入
- 1976年（昭和51年）11月8日- 死去 享年87